# (4986) Osipovia
(4986) Osipovia est un astéroïde de la ceinture principale.

## Description
(4986) Osipovia est un astéroïde de la ceinture principale. Il fut découvert le 23 septembre 1979 à Naoutchnyï par Nikolaï Tchernykh. Il présente une orbite caractérisée par un demi-grand axe de 2,56 UA, une excentricité de 0,21 et une inclinaison de 5,6° par rapport à l'écliptique.

## Compléments